# 14917 Taco
14917 Taco este un asteroid din centura principală de asteroizi.

## Descriere
14917 Taco este un asteroid din centura principală de asteroizi. A fost descoperit pe 8 ianuarie 1994 la Kitt Peak National Observatory în cadrul proiectului Spacewatch. El prezintă o orbită caracterizată de o semiaxă mare de 2,84 ua, o excentricitate de 0,21 și o înclinație de 12,4° în raport cu ecliptica.